# Tiernoglav
Tiernoglav era o deus russo-eslavo relacionado às expedições guerreiras e à vitória. É representado como tendo a  cabeça negra e o bigode de prata.